# Constantino Barrera Morales
Constantino Barrera Morales (* 18. Dezember 1963 in Cantón Rojita) ist ein salvadorianischer Geistlicher und römisch-katholischer Bischof von Sonsonate.

## Leben
Constantino Barrera Morales empfing am 8. Dezember 1990 die Priesterweihe.
Papst Benedikt XVI. ernannte ihn am 11. Juni 2012 zum Bischof von Sonsonate. Die Bischofsweihe spendete ihm der Apostolische Nuntius in El Salvador und Belize, Erzbischof Luigi Pezzuto, am 4. August desselben Jahres; Mitkonsekratoren waren Fabio Reynaldo Colindres Abarca, Militärbischof von El Salvador, und José Luis Escobar Alas,  Erzbischof von San Salvador. 